# Stary Młyn (województwo wielkopolskie)
Stary Młyn – osada leśna w Polsce położona w województwie wielkopolskim, w powiecie międzychodzkim, w gminie Kwilcz.
W okresie Wielkiego Księstwa Poznańskiego (1815-1848) wzmiankowane były trzy miejscowości - Górny młyn, Średni młyn i Niższy młyn - w ówczesnym pruskim powiecie Międzyrzecz w rejencji poznańskiej. Wszystkie trzy należały do okręgu kwileckiego tego powiatu i stanowiły część majątku Mościejewo, którego właścicielami byli wówczas Szczanieccy. Według spisu urzędowego z 1837 roku miejscowości liczyły odpowiednio: Górny młyn (1 dom, 11 mieszk.), Średni młyn (1 dom, 11 mieszk.) i Niższy młyn (1 dom, 5 mieszk.).
W latach 1975–1998 miejscowość należała administracyjnie do województwa poznańskiego.